# 臺鐵南迴線連續破壞事件
臺鐵南迴線連續破壞事件，台灣媒體常稱「南迴搞軌案」。指台灣鐵路南迴線於2004年至2006年期間一連串的鐵路遭破壞而導致列車翻覆和人員傷亡的事件。台灣屏東地方法院於2007年5月23日一審判處李泰安無期徒刑，經上訴後台灣高等法院高雄分院二審於同年7月20日開庭審理。2013年2月7日，台灣高等法院高雄分院更二審宣判，改判有期徒刑18年；2015年2月13日，台灣高等法院高雄分院更三審宣判，改判有期徒刑13年。2016年3月24日，中華民國最高法院維持更三審判決定讞，判處李泰安有期徒刑13年、褫奪公權6年，並於同年8月31日由台灣高等法院高雄分院判決李泰安與李雙全兩子應連賠償台鐵新台幣5,096萬元，李雙全兩子的部份，並以其繼承遺產範圍為限。

## 事件

### 事件經過
最早在2004年10月21日凌晨，於該線內獅車站北方的嘉和遮體附近發現不明的鐵塊。兩個月後的12月21日，內獅車站南方（往台東方向）的鐵路橋上方鐵軌的遭到破壞，所幸沒有列車通過，台鐵也因此加強巡邏。
2005年6月21日，末班2057次高雄往台東的自強號列車行經內獅車站時因鐵路的魚尾鈑遭破壞，列車因而出軌。此次列車雖然只有出軌傾斜，但也造成大約10名以上的旅客受傷；同年8月21日電纜線遭破壞。
2006年3月17日，台東往高雄的96次莒光號列車行經內獅車站與枋山車站間，又因鐵軌遭破壞而出軌，車頭R104嚴重損毀，因無法修復，事故後解體於高雄機廠，四節車廂也翻覆至一旁的蓮霧園中造成1人死亡、2人受傷，兩位傷者分別是司機員與機車助理，死者為李雙全之妻子。

### 事件共通點
- 兩次事件均在21日犯案
- 地點均位在平時人煙稀少的內獅車站附近
- 據判斷破壞者可能對鐵路十分熟悉

### 損失與後續
2006年3月的事故中造成柴電機車R104號與莒光號客車35FPK10405、35FPK10415、35FPK10428、35FPK10437等4輛車報廢除籍。PBK10405受損（已修復），台鐵雖然在之前的事件中增加了巡邏次數，但被認為時間過於固定，讓人有機可乘。
事故列車後來被運往台鐵高雄機務段保存證據，以利查明案情。

## 調查
96次莒光號出軌事故發生時，列車上一位越南籍配偶陳氏紅琛的不尋常死亡引起檢察官注意，而將偵查轉往破壞軌道之外的方向進行。事故中喪生的陳氏為台鐵知本車站售票員李雙全的第3任妻子。由於事故後李雙全在自家住宅附近農田旁的樹上上吊自殺身亡，留下的遺書裡否認犯行，稱：「調查小組冤枉他」，後來檢方認為，可能是擔心串供被拆穿，以及所有證據都對他不利，因此畏罪自殺，令檢察官懷疑李雙全以及其胞兄李泰安可能涉案。
事後經由科學鑑定後得知，陳氏並非死於事故，而極可能是人為加工才致命。
2006年6月2日，李泰安遭檢方聲請羈押禁見獲准。2006年7月28日，全案經高雄地檢署偵查終結，檢方以李泰安多次破壞大眾運輸系統，意圖謀害親人領保險金，且毫無悔意，具體求處死刑，已自殺的李雙全則因被告死亡獲不起訴處分。2007年3月7日，李泰安被合議庭裁定解除禁見。事實上，直至當月，該案已罕見開過20多次相關庭訊。
2007年5月23日，台灣屏東地方法院一審宣判，李泰安被判無期徒刑、褫奪公權終身。全案經上訴後，台灣高等法院高雄分院二審改判有期徒刑18年。再上訴後，於2009年1月22日，中華民國最高法院以全案仍有疑點，發回台灣高等法院高雄分院審理。2010年7月30日，台灣高等法院高雄分院更一審宣判，李泰安判處13年有期徒刑，尚未定讞。2011年3月9日，台灣高等法院高雄分院判決，李泰安與李雙全應賠償台鐵新台幣合計5476萬元。2013年2月7日，台灣高等法院高雄分院更二審（一００年度矚上重更(二)字第二
號）宣判，依殺人罪改判李泰安無期徒刑，全案仍可上訴。2013年12月5日，中華民國最高法院（一○二年度台上字第四九七一號）認為李泰安僅因證人說詞即被認定涉案、以及檢察官於更一審說詞「誠實跟審判長報告，我們沒有驗出任何毒物」等理由，裁定被告李泰安無期徒刑撤銷，發回台灣高等法院高雄分院更審。
2016年3月24日，最高法院（一○五年度台上字第六八七號）維持高雄高分院更三審（一０二年度矚上重更(三)字第
一號）見解，認定李泰安僅涉及最後一次搞軌案，其弟李雙全才是主謀，兩兄弟共謀搞軌、詐領鉅額保險金；因本案纏訟10年符合《刑事妥速審判法》減刑規定，判處李泰安有期徒刑13年定讞。2016年3月25日上午，台東地檢署傳喚李泰安，李泰安以感冒為由請假未報到；同日中午，台東地檢署將李泰安拘提到案，確認身分後發監執行。

### 爭議
- 無直接證據。例如查無相關指紋及破壞鐵軌的物證。
- 嚴重依賴污點證人黃福來的證詞，僅一人自白的證詞不能當直接證據。
- 法醫與其他醫療機構對陳氏紅琛的死因達成不同結論，有關抽血檢驗毒藥的部分，曾多次翻案為不同毒藥或到底是不是毒藥而始終不一，且並無直接證據拍到陳氏紅琛住院期間被下藥殺死。

## 社會現象
- 2006年6月，在莒光號列車翻車後，媒體連續數天大規模的報導，李泰安的住家附近聚集了圍觀的民眾，因此遭戲稱為「泰安休息站」。[7]

## 解
1. ↑  臺灣的環島鐵路網所採用的扣夾是屬於Pandrol型之一「e型扣夾」[3]。

## 資料來源
1. ↑  陳朝福.南迴搞軌更二審 李泰安判無期，最高法院駁回無期徒刑判決 （页面存档备份，存于）.中央社.2013-02-07
2. ↑  鮑建信、王秀亭.〈南部〉《南迴搞軌案更二審》李泰安及兩侄 判賠台鐵5,096萬 （页面存档备份，存于）.自由時報.2016-09-01
3. ↑  黃彥賓、王怡華、林安祥、楊子賸、陳嘉昌，軌道扣件之種類與功能要求 （页面存档备份，存于），《Fastener World 螺絲世界雙月刊》（142期 9月號），惠達雜誌社，[2014-12-15查閱]。
4. ↑  鐵道怪客屢犯案 台鐵：類似事件兩年6起.NOWnews今日新聞.2006-03-18
5. ↑  項程鎮. . 自由時報. 2016-03-24  [2016-03-25]. （原始内容存档于2016-03-24） （中文（繁體））.
6. ↑  盧太城. . 中央通訊社. 2016-03-25  [2016-03-25]. （原始内容存档于2018-08-25） （中文（繁體））.
7. ↑  . 自由時報. 2016-03-25  [2020-12-19]. （原始内容存档于2016-03-25）.